# Soldado

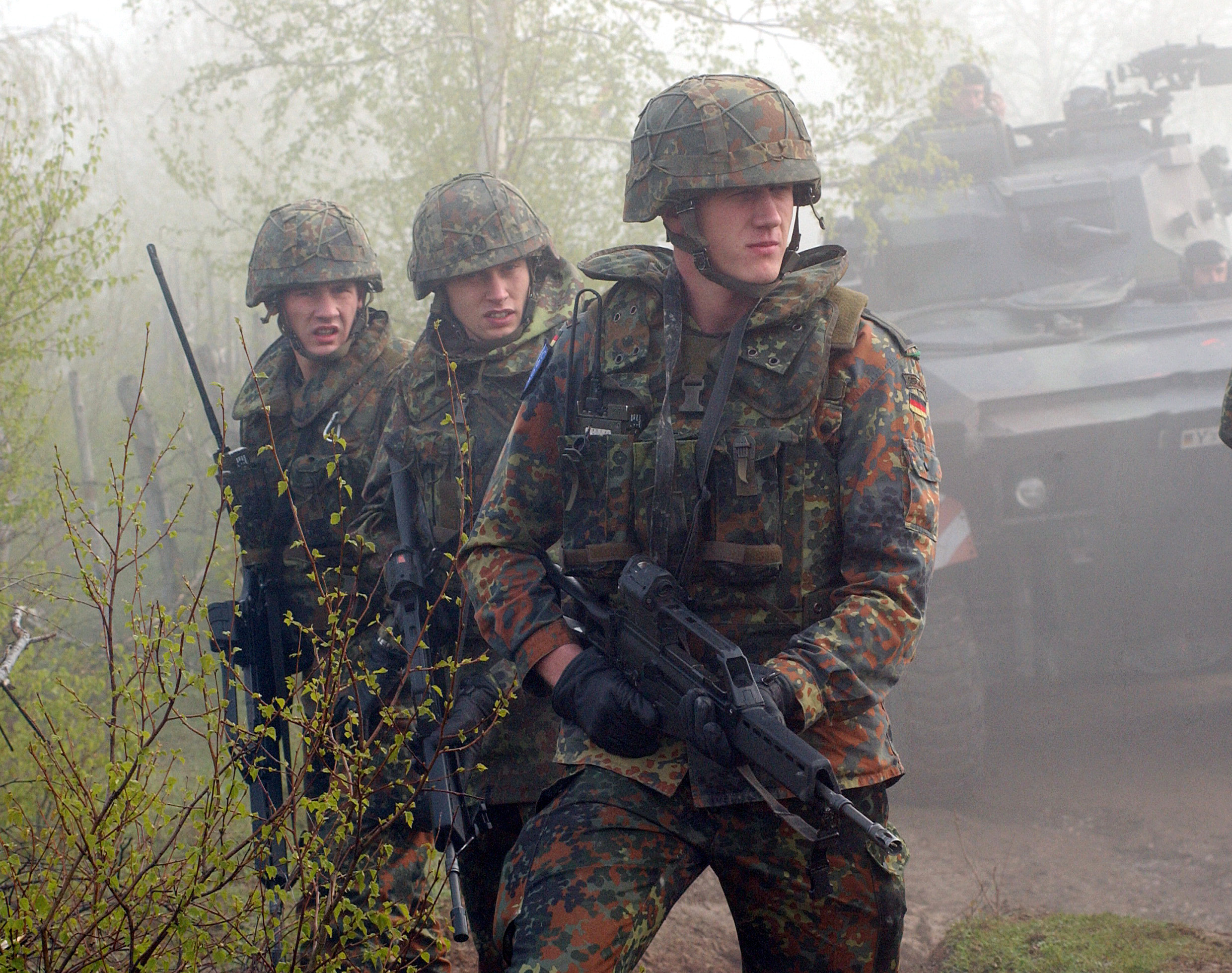
Soldados alemanes durante unas maniobras (2002).

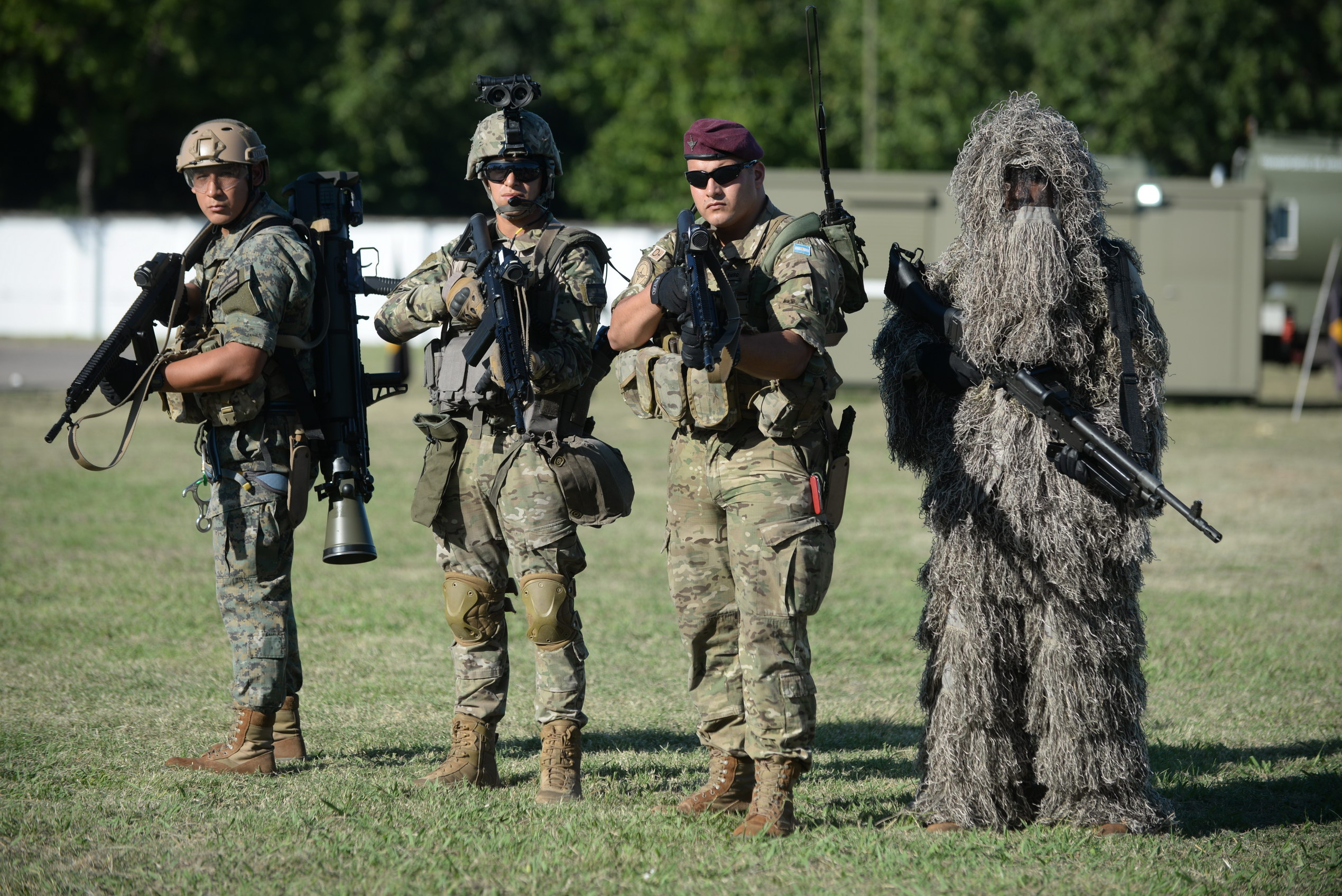
Efectivos del Ejército Argentino en 2019.

Un soldado, en su sentido más general, es un individuo que se ha alistado voluntariamente o en cumplimiento de un servicio militar obligatorio, en las fuerzas armadas de un país soberano, o institución militar  recibiendo entrenamiento y equipo para defender a dicho país y sus intereses. En su condición de miembro de dichas fuerzas armadas, se convierte en un militar organizado en el ejército.  Dentro del ejército se dividen a los grupos de soldados generalmente en cuerpos o armas de distintas denominaciones, tales como infantería, arma blindada, artillería, caballería, policía militar, etc.
El término soldado se refiere también a un rango, generalmente el más bajo en el escalafón (conocido también como soldado raso).
En el ámbito de los países que forman parte de la OTAN, al grado de soldado raso le corresponde el código OR-1 según la norma STANAG 2116 que estandariza los grados del personal militar.
La palabra castellana soldado es una de las más difundidas por el mundo[cita requerida]: numerosas lenguas la han tomado prestada, en especial en Asia y Oceanía, como el tagalo sundalo o en chamorro sendalo o sindalu.
Un soldado no es necesariamente un combatiente. Aunque todos los soldados reciben algún tipo de entrenamiento de combate básico, muchos realizan servicios en posiciones distintas a las de combate (como por ejemplo, administrativo, en tareas logísticas, o de investigación y desarrollo).

## Etimología
La palabra soldado está relacionada con el latín medieval soldarius, que significa soldado (literalmente, "alguien que recibe paga"). Estas palabras derivan en última instancia de la palabra latina tardía solidus, que se refiere a una moneda romana antigua utilizada en el Imperio Bizantino.

## Historia
El servicio militar ha sido tradicionalmente obligatorio para los hombres. En la antigua Grecia, Esparta constituyó un claro ejemplo de sociedad militarizada ya que los varones libres recibían un fuerte entrenamiento desde niños y toda su vida estaba comprometida con la milicia. El ejército romano fue uno de los primeros en encuadrar soldados profesionales de forma permanente.
La mayoría de los países posee un ejército, ya sea profesional (Estados Unidos), con soldados de reemplazo, es decir, procedentes de un reclutamiento obligatorio (Rusia) o combinando ambos sistemas. Algunos ejércitos admiten a mujeres en sus filas. En Israel, el servicio militar es obligatorio para ambos sexos. Hay algunos países sin Fuerzas Armadas, como Costa Rica y Panamá, que basan la defensa de su integridad territorial en un sistema de alianzas y tratados internacionales.

### Soldado espartano
El soldado de Esparta, una figura central en la sociedad de la antigua Grecia, era conocido por su riguroso entrenamiento, disciplina y habilidad sin igual en la guerra. La sociedad espartana, centrada en la ciudad-estado de Esparta, ponía un gran énfasis en la destreza militar, y sus soldados, conocidos como hoplitas, formaban la columna vertebral de la dominancia militar de Esparta en el mundo antiguo.
Desde una edad temprana, los niños espartanos eran sometidos a una crianza intensa y estructurada diseñada para prepararlos para las dificultades de la guerra. Al nacer, los bebés eran inspeccionados por los ancianos para determinar su aptitud física. Aquellos considerados débiles o deformes eran abandonados. Sin embargo, los niños saludables eran criados por sus madres hasta los siete años, edad en la que ingresaban al agoge, el sistema educativo y de entrenamiento patrocinado por el Estado. El agoge no solo era un programa de entrenamiento físico, sino también una institución social, que inculcaba a los niños los valores espartanos como lealtad, resistencia, valentía y disciplina.
Los niños en el agoge eran entrenados en habilidades de supervivencia, como la caza, el sigilo y el uso de armas. Se les daba gran importancia a la condición física a través de ejercicios rigurosos, que incluían correr, luchar y hacer gimnasia, todo diseñado para desarrollar fuerza y resistencia. Los niños también eran entrenados en combate, aprendiendo a pelear con lanzas, espadas y escudos. Se les enseñaba a soportar el dolor y la incomodidad, a menudo a través de condiciones duras, como dormir en el suelo y recibir poca comida. Esto tenía la intención de desarrollar resiliencia y un sentido de propósito colectivo.
Uno de los aspectos más importantes del entrenamiento espartano era el énfasis en el trabajo en equipo y la disciplina. Los espartanos eran entrenados para luchar en formaciones de falange, una línea compacta de soldados que se movían y luchaban como una unidad. El éxito de la falange dependía de la cooperación de cada soldado, y el vínculo entre ellos era vital para la efectividad militar de Esparta. Los niños eran enseñados a obedecer a sus comandantes sin cuestionar, y esta cultura de disciplina se inculcaba desde la infancia.
La cultura espartana giraba en torno al ideal de areté (excelencia), y se esperaba que los soldados defendieran los valores de honor, lealtad y sacrificio por el Estado. La ética guerrera estaba profundamente arraigada en la identidad espartana, con los soldados considerando su servicio como un deber sagrado para proteger su ciudad-estado. Al alcanzar la adultez, los hombres se convertían en ciudadanos plenos, pero su principal papel seguía siendo el de soldado. Las mujeres espartanas, aunque excluidas del entrenamiento militar, también eran criadas con un fuerte sentido de deber hacia la sociedad espartana, enfocándose en la gestión del hogar y en criar niños fuertes.
El nombre específico que designaba al soldado espartano era hoplita (en griego: ὁπλίτης, hoplítēs). Los hoplitas eran soldados de infantería pesada, y su principal característica era el uso del hoplon, un gran escudo redondo que se convertía en un elemento distintivo de su equipo. Además del escudo, los hoplitas usaban una lanza (dory) y, en ocasiones, una espada corta (xiphos).

### Soldado romano
En tiempos de la República romana y con anterioridad a la época de Cayo Mario, las costumbres familiares respecto a los hijos que algún día serían soldados eran las siguientes:
- A los 17 años, el padre regalaba al hijo una cota de malla, un casco, una espada, un puñal y unas espuelas.
- La madre le regalaba las caligae, la funda para el escudo, el macuto, un penacho de crines y el sagum o capa militar.
- Las hermanas, si las había, tejían los calcetines y confeccionaban seis o siete túnicas.

Estos regalos eran para toda la vida y, si se conservaban en buen estado, formaban parte de la herencia.

## Divisas en España

Divisa soldado Ejército de Tierra
Divisa marinero Armada
Divisa soldado Infantería de Marina
Divisa soldado Ejército del Aire
Divisa guardia Guardia Civil

## Alistamiento
Los soldados en la guerra pueden tener diversas motivaciones para alistarse voluntariamente y permanecer en un ejército u otra rama de las fuerzas armadas. En un estudio de los registros escritos de los soldados del siglo XVIII sobre su tiempo en servicio, el historiador Ilya Berkovich sugiere "tres 'palancas' principales de motivación incentivos 'coercitivos', 'remunerativos' y 'normativos'". sostiene que las suposiciones de los historiadores de que el miedo a la fuerza coercitiva mantenía a raya a los reclutas involuntarios y controlaba las tasas de deserción han sido exageradas y que cualquier pago u otra remuneración por el servicio prestado entonces habría sido un incentivo insuficiente. En cambio, "los soldados comunes del antiguo régimen deberían ser vistos principalmente como participantes voluntariosos que se veían a sí mismos involucrados en una actividad distinta y honorable". En los tiempos modernos, los soldados se han ofrecido como voluntarios para el servicio armado, especialmente en tiempos de guerra, por un sentido de deber patriótico hacia su patria o para promover una causa social, política o ideológica, mientras podrían ser más un incentivo en tiempos de dificultades económicas, mejores niveles de remuneración o capacitación. Los soldados también pueden alistarse por motivos personales, como seguir expectativas familiares o sociales, o por el orden y la disciplina proporcionados por el entrenamiento militar, así como por la amistad y conexión con sus compañeros soldados que brinda el contacto cercano en una empresa común.

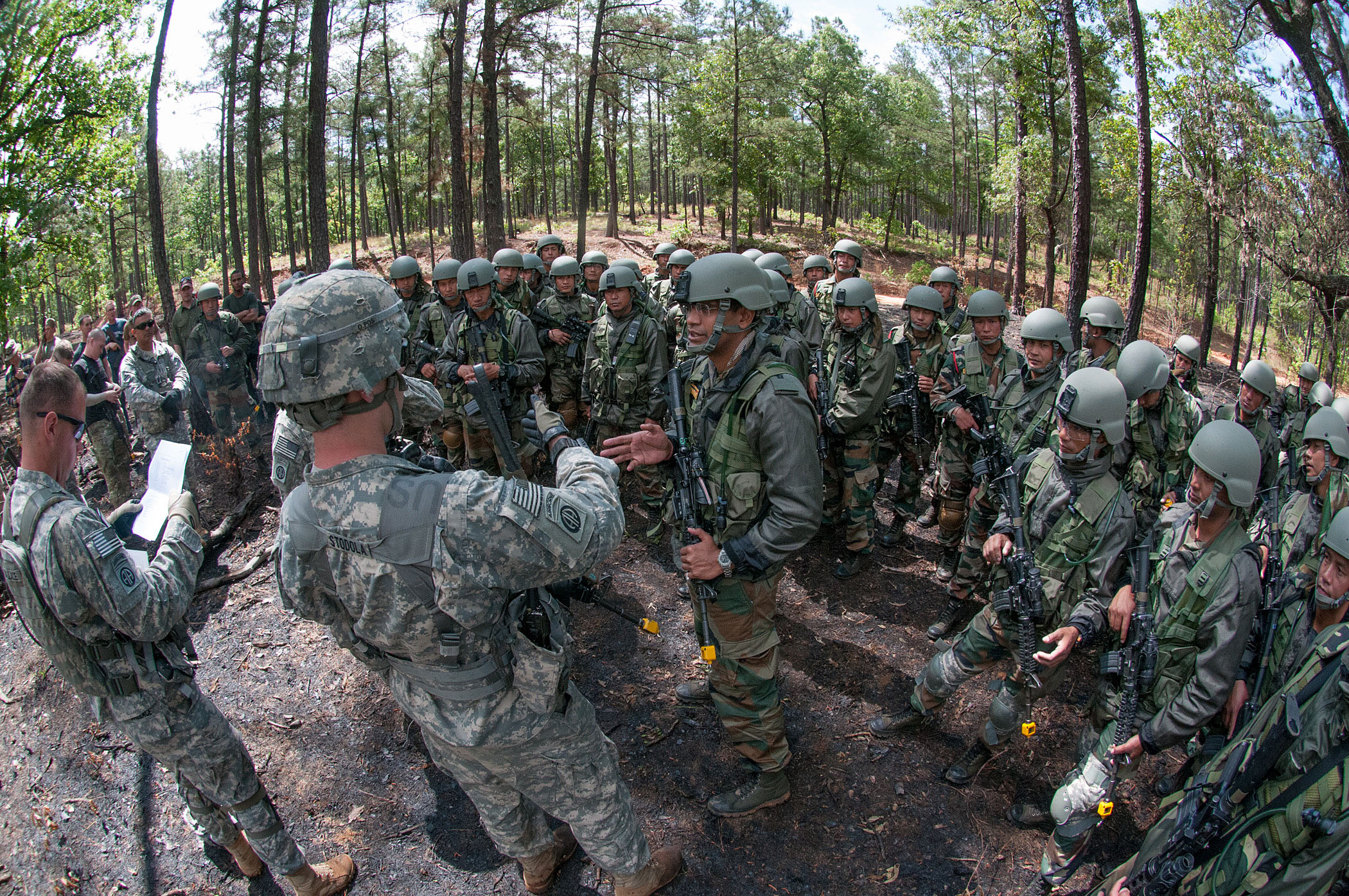
Paracaidistas del ejército estadounidense y soldados del ejército indio después de una patrulla simulada, 2013.

En 2018, la Corporación RAND publicó los resultados de un estudio de soldados estadounidenses contemporáneos en Life as a Private: A Study of the Motivations and Experiences of Junior Allisted Personnel in the U.S. Army. El estudio encontró que "los soldados se unen al Ejército por razones familiares, institucionales y ocupacionales, y muchos valoran la oportunidad de convertirse en militares profesionales. Valoran sus relaciones con otros soldados, disfrutan de su vida social y están satisfechos con la vida del Ejército". Sin embargo, los autores advirtieron que la muestra de la encuesta estaba compuesta por sólo 81 soldados y que "los hallazgos de este estudio no pueden generalizarse al ejército de los EE. UU. en su conjunto ni a ningún rango".

## Soldado comando
Un soldado de comando o de una fuerza especial es un operativo militar altamente especializado entrenado para llevar a cabo misiones de élite que requieren habilidades extraordinarias físicas, mentales y tácticas. Estos soldados son seleccionados a través de un proceso riguroso y selectivo diseñado para identificar a los candidatos más fuertes. El proceso de selección es extenuante, con pruebas de resistencia física extrema, evaluaciones psicológicas y pruebas de habilidades para resolver problemas bajo estrés. Solo los individuos más resistentes logran superar las etapas iniciales de selección.
Una vez seleccionados, los soldados de comando se someten a un entrenamiento intenso que se enfoca en una amplia gama de habilidades de combate, incluyendo combate cuerpo a cuerpo (CQB), combate sin armas, armamento avanzado, tácticas de supervivencia y reconocimiento. También entrenan en navegación, paracaidismo, operaciones anfibias y otros campos especializados. Este entrenamiento integral asegura que estén preparados para cualquier misión, ya sea detrás de las líneas enemigas, operaciones de rescate o esfuerzos contra el terrorismo. El entrenamiento físico es especialmente desafiante, llevando a los soldados al límite con carreras de resistencia, cursos de obstáculos y ejercicios de carga, todo mientras mantienen un alto nivel de destreza táctica.
Los valores que se inculcan en los soldados de comando son fundamentales para su éxito. La disciplina, el trabajo en equipo, la lealtad, el coraje y la integridad son los valores centrales que guían sus acciones. Están entrenados para operar bajo una inmensa presión, tomando decisiones rápidas que pueden marcar la diferencia entre la vida y la muerte. Los soldados de comando también tienen un profundo sentido del deber de proteger y servir a su país, a menudo poniendo la misión y la seguridad de sus compañeros por encima de todo. Estos valores, combinados con su entrenamiento de élite y su selección, hacen de los comandos algunos de los soldados más capaces y respetados del mundo.